# بارتلمی دربلو
بارتلمی دربلو دو ملن‌ویل (انگلیسی: Barthélemy d'Herbelot)(۱۴ دسامبر ۱۶۲۵ – ۸ دسامبر ۱۶۹۵) شرق‌شناس فرانسوی است که زاده پاریس است. وی تحصیلات تکمیلی خود را در دانشگاه پاریس به پایان رساند و در ادامه برای یادگیری زبان‌های شرق عازم ایتالیا شد. وی پس از بازگشت به فرانسه، طی دورهٔ لوئی چهاردهم به منصب دبیری و مترجمی زبان شرقی رسید.
مطالعات شرق‌شناختی در فرانسه با انتشار کتاب وی، کتابخانه شرقی (Bibliotheque orientale)، آغاز شده‌است. گرچه مبنای این کتاب غالباً وقایع‌نامه‌ها و دانش‌نامه‌های پیشین است، اما وی می‌کوشد تا نگاهی واقع‌گرا و البته جامع به ادیان اصلی، فرهنگ‌ها و مردمان آسیا داشته باشد. در واقع، این کتاب فرهنگ جامع مردمان شرق بوده‌است.